# Grzegorz Buczek (rugbysta)

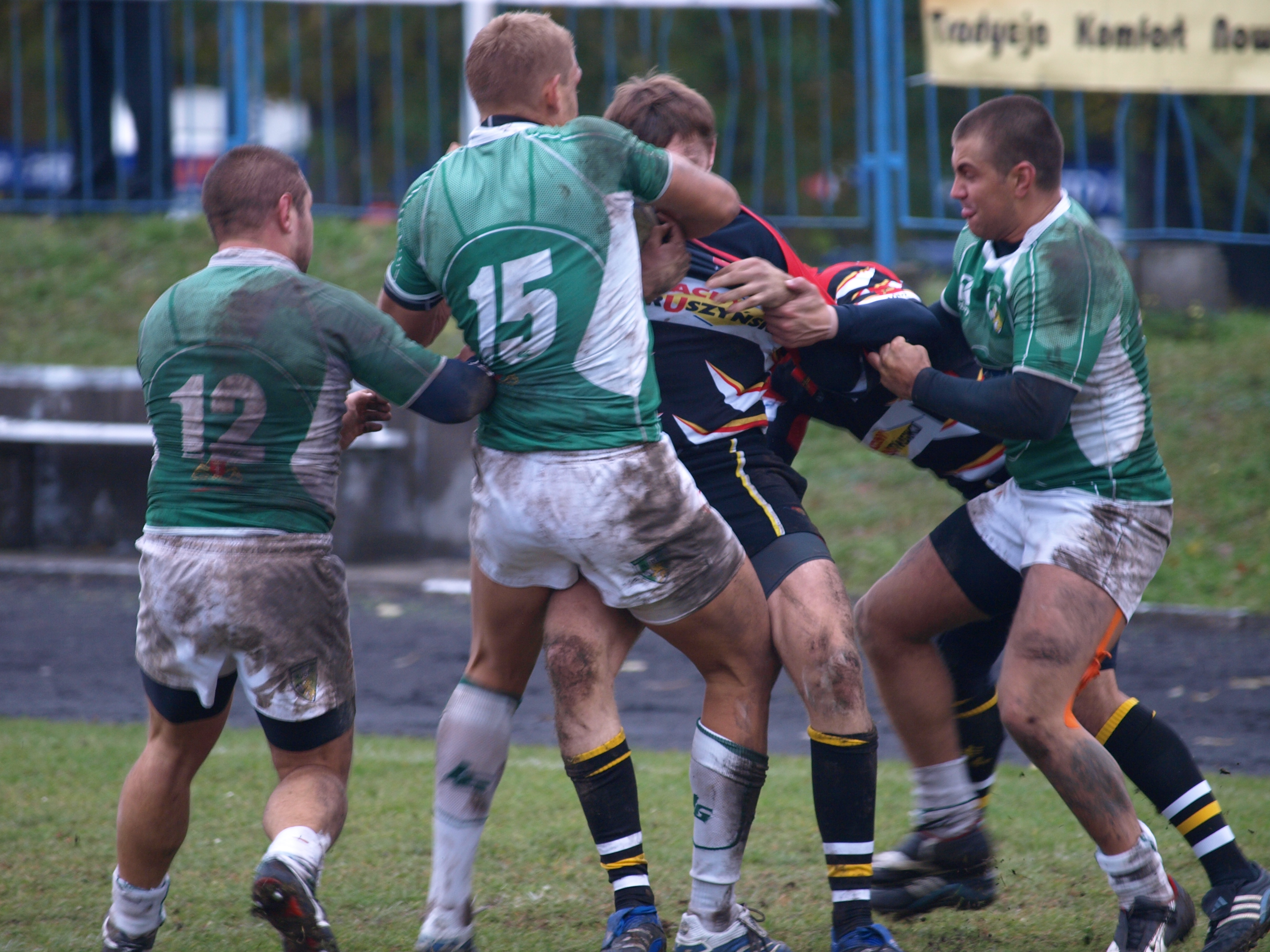
Buczek (po prawej) jako środkowy ataku w czasie swojego drugiego meczu w barwach Lechii (2009)

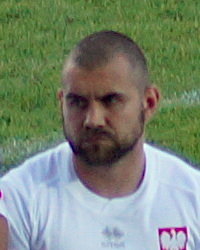
Grzegorz Buczek w 2014

Grzegorz Buczek (ur. 17 maja 1986 r.) – polski rugbysta, reprezentant kraju, z Lechią Gdańsk mistrz oraz multimedalista mistrzostw Polski tak w odmianie 15- jak i 7-osobowej.

## Kariera klubowa
W młodości Buczek uprawiał piłkę nożną, której treningi zarzucił jednak w wieku trzynastu czy czternastu lat. Przez kilka miesięcy ćwiczył pięściarstwo. Do rugby trafił za namową jedego z kolegów, z którym uprawiał boks. Jako swojego idola z tego okresu wskazywał Mike’a Tysona.
Jest wychowankiem MKS-u Olsztyn, gdzie początkowo był zawodnikiem formacji ataku. Występy w pierwszym zespole rozpoczął nie później niż w kwietniu 2004 roku – wówczas zapisano mu pierwsze trzy punkty zdobyte w meczu z Juvenią Kraków w rozgrywkach II ligi (łącznie 5 w całym sezonie 2003/2004). W kolejnym sezonie zdobył łącznie 48 punktów. W 2007 roku ekipa z Olsztyna z Buczkiem w składzie awansowała do zreformowanej Ekstraligi. On sam zdobył w sezonie 2006/2007 43 oczka.
W pierwszym sezonie w najwyższej klasie rozgrywkowej zespół MKS-u zakończył zmagania na ósmej pozycji na 10 startujących ekip. Buczek jako etatowy kopacz drużyny zgromadził na swoim koncie 55 punktów (16. wynik w lidze). Rok później zebrał łącznie 58 punktów (miejsce 14.), dzięki czemu ponownie był najskuteczniejszym zawodnikiem drużyny z Olsztyna. Ta jednak wygrała tylko cztery mecze i nie zdołała utrzymać się w I lidze (wobec zmiany liczby drużyn z rozgrywek spadały wówczas aż trzy zespoły).
Latem 2009 roku zawodnik przeniósł się do Lechii Gdańsk. Zainteresowane kluby nie mogły dojść do porozumienia co do szczegółów transferu, dopiero decyzją Polskiego Związku Rugby nakazano olsztynianom wydanie licencji zawodnika ekipie z Gdańska w zamian za ekwiwalent za wyszkolenie w wysokości 5000 zł. Sprowadzano go jako zawodnika formacji ataku: skrzydłowego lub środkowego ataku. Przenosząc się do Lechii, Buczek dołączył do Tomasza Rokickiego, który przebył tę samą drogę kilka lat wcześniej.
W barwach nowego klubu debiutował w spotkaniu ligowym z Juvenią, w którym zdobył przyłożenie. Wystąpił wówczas na pozycji środkowego. Pierwszy sezon w zespole z Trójmiasta zakończył się dla niego srebrnym medalem mistrzostw Polski (porażka 16:19 z Budowlanymi Łódź, sam Buczek w finale nie grał) Indywidualnie w siedmiu meczach ligowych zdobył siedem punktów. W sezonie 2010/2011 rozegrał 13 spotkań, w tym decydujące o brązowym medalu starcie z Budowlanymi Lublin, które zakończyło się wynikiem 33:0 dla gdańszczan (zmienił wówczas Jurija Buchałę). W całym sezonie zapisano mu 22 punkty, w tym sześć 12 zdobytych z podwyższeń w meczu z Juvenią. Rok później po raz pierwszy w karierze sięgnął po mistrzostwo kraju – Lechia w finale pokonała 27:22 Budowlanych Łódź. Jednocześnie tydzień później gdańska ekipa przegrała z tym samym rywalem w finale Pucharu Polski. Wychowanek MKS-u Olsztyn z uwagi na uraz, jakiego doznał jesienią 2011 roku, opuścił jednak pozostałą część sezonu – w październikowym meczu z Budowlanymi Łódź zerwał więzadła krzyżowe w kolanie, co wymagało leczenia operacyjnego.
Kiedy w pierwszej kolejce sezonu 2012/2013 Lechia mierzyła się z Pogonią Siedlce. Drużyna z Gdańska borykała się ze znacznymi kłopotami kadrowymi w formacji młyna, co spowodowane było zarówno ruchami transferowymi, zawieszeniami po poprzednich rozgrywkach, jak i kontuzjami. Wobec nieobecności podstawowego zawodnika I linii młyna Grzegorza Jańca Buczek, nominalnie skrzydłowy, został ustawiony na pozycji młynarza, do czego został wytypowany przez trenera Marka Płonkę jako najniższy i najbardziej krępy z zawodników ataku. Jak sam przyznawał, po raz pierwszy uczestniczył w wiązaniu młyna właśnie w tym meczu. W trakcie sezonu występował zarówno w pierwszej, jak i w trzeciej linii młyna, a wyjątkowo także na skrzydle. Ostatecznie gracze Lechii obronili zdobyty rok wcześniej tytuł mistrzowski, sięgając też po Puchar Polski (w finale dwukrotnie zdobył punkty z rzutów karnych).
W 2014 roku Lechia z Buczkiem w pierwszym składzie – już występującym na pozycji młynarza – zdobyła trzecie z rzędu mistrzostwo kraju, pokonując w wielkim finale Pogoń Siedlce 36:3. W kolejnych latach gdańska drużyna nie schodziła z podium mistrzostw Polski, zdobywając kolejno brązowy (2014/2015) i srebrny medal (2015/2016, porażka z Budowlanymi Łódź).
Jednocześnie w latach 2010–2016 Lechia Gdańsk – wielokrotnie z udziałem Buczka – siedem razy z rzędu została mistrzem Polski w rugby 7. W 2017 roku był on też członkiem drużyny z Pomorza, która zakończyła zmagania na drugim miejscu.
Pozycja Buczka w klubie systematycznie rosła, był jednym z podstawowych zawodników drużyny. Co najmniej od 2015 roku zdarzało mu się pełnić funkcję kapitana Lechii, ostatecznie przejął tę rolę w 2016 roku od Sławomira Kaszuby. W latach 2017, 2018 i 2022 Buczek wraz z Lechią docierał do fazy medalowej Ekstraligi, jednak za każdym razem w meczu o trzecie miejsce ulegał rywalom – dwukrotnie Pogoni Siedlce, a w ostatnim przypadku Skrze Warszawa. Zawodnik nie uczestniczył jednak w końcówce sezonu 2021/2022 po tym, jak w kwietniu zerwał mięsień dwugłowy ramienia i zmuszony był pauzować przez kilka miesięcy. Wcześniej stracił też niemal cały sezon 2020/2021, kiedy leczenie zerwanego ścięgna Achillesa wymagało dziewięciomiesięcznej przerwy w grze.

## Kariera reprezentacyjna
W reprezentacji debiutował za kadencji selekcjonera Marka Płonki w towarzyskim turnieju Serendib International Cup w Kolombo. Wystąpił wówczas w pierwszym składzie w obu meczach, tak z Madagaskarem, jak i ze Sri Lanką. W swoim trzecim meczu, przeciw Szwecji w Pucharze Narodów Europy, zdobył swoje pierwsze przyłożenie w reprezentacji. We wrześniu 2017 roku uczestniczył w towarzyskim meczu Polska – Europa rozegranym z okazji 60-lecia Polskiego Związku Rugby.
Począwszy od 2018 roku zaczął bardziej regularnie pojawiać się w pierwszym składzie reprezentacji. W 2019 roku w dwóch kolejnych meczach, ze Szwajcarią i Niemcami zdobył dwa przyłożenia. W sezonie 2021/2022 wraz z reprezentacją wywalczył awans na pierwszy poziom rozgrywek Rugby Europe. W decydującym meczu z Litwą, pod nieobecność kontuzjowanego Piotra Zeszutka pełnił funkcję kapitana drużyny. W lutym 2023 roku brał też udział w meczu z Belgią – pierwszym wygranym pojedynku w RE Championship.

### Statystyki
Stan na 11 marca 2023 r. Wynik reprezentacji Polski podany w pierwszej kolejności.
| Drużyna narodowa | Rok  | Mecze | Punkty |
| ---------------- | ---- | ----- | ------ |
| Polska           | 2013 | 2     | 0      |
| Polska           | 2014 | 3     | 5      |
| Polska           | 2015 | 3     | 0      |
| Polska           | 2016 | 2     | 0      |
| Polska           | 2017 | —     | —      |
| Polska           | 2018 | 3     | 0      |
| Polska           | 2019 | 4     | 10     |
| Polska           | 2020 | 1     | 0      |
| Polska           | 2021 | 4     | 0      |
| Polska           | 2022 | 3     | 0      |
| Polska           | 2023 | 4     | 0      |
|                  | 2024 | 4     | 0      |
| Suma             | Suma | 33    | 15     |

| Występy w reprezentacji Polski | Występy w reprezentacji Polski | Występy w reprezentacji Polski           | Występy w reprezentacji Polski | Występy w reprezentacji Polski | Występy w reprezentacji Polski |
| Lp.                            | Data                           | Stadion, miasto                          | Przeciwnik                     | Wynik                          | Zdobyte punkty                 |
| ------------------------------ | ------------------------------ | ---------------------------------------- | ------------------------------ | ------------------------------ | ------------------------------ |
| 1.                             | 29.10.2013                     | Colombo Racecourse Ground, Kolombo       | Madagaskar                     | 21:25                          | 0                              |
| 2.                             | 1.11.2013                      | Colombo Racecourse Ground, Kolombo       | Sri Lanka                      | 25:26                          | 0                              |
| 3.                             | 6.09.2014                      | Stadion Polonii, Warszawa                | Szwecja                        | 29:17                          | 5 (P)                          |
| 4.                             | 18.10.2014                     | Stadion Polonii, Warszawa                | Holandia                       | 9:8                            | 0                              |
| 5.                             | 15.11.2014                     | Stadion Dinamo, Kiszyniów                | Mołdawia                       | 25:48                          | 0                              |
| 6.                             | 9.05.2015                      | Arena Lublin, Lublin                     | Ukraina                        | 17:20                          | 0                              |
| 7.                             | 12.09.2015                     | Korsängens IP, Enköping                  | Szwecja                        | 29:11                          | 0                              |
| 8.                             | 17.10.2015                     | Stadion Podilla, Chmielnicki             | Ukraina                        | 14:30                          | 0                              |
| 9.                             | 19.03.2016                     | Stadion Polonii, Warszawa                | Belgia                         | 11:21                          | 0                              |
| 10.                            | 30.04.2016                     | Nationaal Rugby Centrum, Amsterdam       | Holandia                       | 16:40                          | 0                              |
| 11.                            | 24.03.2018                     | Stadion Widzewa, Łódź                    | Portugalia                     | 25:27                          | 0                              |
| 12.                            | 3.11.2018                      | Stadion Widzewa, Łódź                    | Litwa                          | 33:0                           | 0                              |
| 13.                            | 17.11.2018                     | Arena Lublin, Lublin                     | Holandia                       | 0:49                           | 0                              |
| 14.                            | 16.02.2019                     | Complexo Municipal de Atletismo, Setúbal | Portugalia                     | 5:65                           | 0                              |
| 15.                            | 23.03.2019                     | Stadion Miejski, Łódź                    | Szwajcaria                     | 25:28                          | 5 (P)                          |
| 16.                            | 2.11.2019                      | Stadion Miejski, Łódź                    | Niemcy                         | 15:35                          | 5 (P)                          |
| 17.                            | 23.11.2019                     | Yverdon-les-Bains                        | Szwajcaria                     | 23:20                          | 0                              |
| 18.                            | 29.02.2020                     | Nationaal Rugby Centrum, Amsterdam       | Holandia                       | 6:7                            | 0                              |
| 19.                            | 11.09.2021                     | Stadion Juvenii, Kraków                  | Węgry                          | 43:3                           | 0                              |
| 20.                            | 9.10.2021                      | Stadion Junist´, Lwów                    | Ukraina                        | 27:24                          | 0                              |
| 21.                            | 13.11.2021                     | Narodowy Stadion Rugby, Gdynia           | Niemcy                         | 21:16                          | 0                              |
| 22.                            | 20.11.2021                     | Stadion Polonii, Warszawa                | Szwajcaria                     | 37:25                          | 0                              |
| 23.                            | 19.02.2022                     | Stadion Markéta, Praga                   | Czechy                         | 27:10                          | 0                              |
| 24.                            | 19.03.2022                     | Nelson Mandela Stadium, Bruksela         | Belgia                         | 11:41                          | 0                              |
| 25.                            | 9.04.2022                      | Stadion Widzewa, Łódź                    | Litwa                          | 43:10                          | 0                              |
| 26.                            | 4.02.2023                      | Stadionul Arcul de Triumf, Bukareszt     | Rumunia                        | 27:67                          | 0                              |
| 27.                            | 18.02.2023                     | Narodowy Stadion Rugby, Gdynia           | Belgia                         | 21:15                          | 0                              |
| 28.                            | 5.03.2023                      | Narodowy Stadion Rugby, Gdynia           | Niemcy                         | 18:23                          | 0                              |
| 29.                            | 11.02.2023                     | Nationaal Rugby Centrum, Amsterdam       | Belgia                         | 17:18                          | 0                              |

## Życie prywatne
Jeszcze przed 2019 rokiem związał się z Paulą Plichtą, pochodzącą z Olsztyna multimedalistką mistrzostw Polski w gimnastyce sportowej, reprezentantką kraju, uczestniczką mistrzostw świata i igrzysk europejskich. Para wychowuje wspólnie synów Nikodema i Gabriela Buczek.
Buczek posiada liczne tatuaże pokrywające znaczną część ciała, w szczególności klatkę piersiową, plecy i nogę. Pierwszy tatuaż wykonał w wieku 14 lat.